# Вісник Врадіївщини
Вісник Врадіївщини - районна газета Врадіївського району Миколаївської області.
Газета заснована у 1932 р. як орган Врадіївського райпарткому та райвиконкому Миколаївської області під назвою "Шляхом Леніна", від 1970-х років - "Шляхом комунізму". У 1992 р. газета отримала сучасну назву.
Виходить двічі на тиждень (в середу і суботу) накладом 2100 примірників.
Основна тематика - соціально-економічні здобутки, новини з різних галузей життєдіяльності району, матеріали про історію сіл, району, про народні традиції та обряди.
З 2000 року головним редактором є Катерина Іванівна Старкова.